# Релативизам
Релативизам је филозофско схватање да ништа не вреди апсолутно и нужно, него тек у односу према нечему другом. Релативизам је гледиште које пориче тврдње о објективности унутар одређеног домена и тврди да су чињенице у том домену релативне у односу на перспективу посматрача или контекст у којем се процењују. Постоји много различитих облика релативизма, са великом количином варијација у обиму и различитим степеном контроверзе међу њима. Морални релативизам обухвата разлике у моралним судовима међу људима и културама. Епистемички релативизам сматра да не постоје апсолутне чињенице у вези са нормама веровања, оправдања или рационалности, и да постоје само релативне. Алетички релативизам (такође чињенични релативизам) је доктрина да не постоје апсолутне истине, тј. да је истина увек релативна у односу на неки одређени референтни оквир, као што је језик или култура (културни релативизам).  Неки облици релативизма такође личе на филозофски скептицизам. Дескриптивни релативизам настоји да опише разлике међу културама и људима без евалуације, док нормативни релативизам оцењује моралност или истинитост погледа у датом оквиру.

Релативизам не признаје никакве апсолутне принципе, нити могућности да спознаја дође до апсолутне истине. Ако се говори о ужем подручју, говоримо о спознајном, моралном, естетском, научном, правном, религиозном, политичком итд. релативизму. Крајњи релативизам води у скептицизам који негира сваку истиниту спознају. 
| „                         | Како ствари изгледају мени, тако за мене и постоје; и како ствари изгледају теби, тако за тебе и постоје.“ | ” |
| — Платон цитира Протагору | |   |

## Форме релативизма

### Антрополошки наспрам филозофског релативизма
Антрополошки релативизам се односи на методолошки став, у којем истраживач суспендује (или ставља у заграде) своје сопствене културне предрасуде док покушава да разуме веровања или понашања у њиховом контексту. Ово је постало познато као методолошки релативизам, а посебно се бави избегавањем етноцентризма или применом сопствених културних стандарда на процену других култура. Ово је такође основа такозване „емијске” и „етичке” разлике, у којој:
- Емијски или инсајдерски приказ понашања је опис друштва у терминима који су значајни за сопствену културу учесника или актера; емички приказ је стога специфичан за културу и обично се односи на оно што се сматра „здравим разумом” у оквиру културе која се посматра.
- Етички или аутсајдерски приказ је опис друштва од стране посматрача, у терминима који се могу применити на друге културе; то јест, етички приказ је културно неутралан и типично се односи на концептуални оквир друштвеног научника. (Ово је компликовано када се проучава сама научна истраживања или када постоје теоријска или терминолошка неслагања унутар друштвених наука.)

Филозофски релативизам, насупрот томе, тврди да истинитост тврдње зависи од метафизичког, или теоријског оквира, или инструменталног метода, или контекста у којем је исказ изражен, или од особе, групе или културе који тумаче тврдњу.
Методолошки релативизам и филозофски релативизам могу постојати независно један од другог, али већина антрополога свој методолошки релативизам заснива на релативизму филозофске разноликости.

### Дескриптивни наспрам нормативног релативизма
Концепт релативизма такође има значај и за филозофе и за антропологе на други начин. Уопштено говорећи, антрополози се баве дескриптивним релативизмом („како ствари стоје“ или „како ствари изгледају“), док се филозофи баве нормативним релативизмом („како ствари требају да буду“), иако постоји извесно преклапање (на пример, дескриптивни релативизам се може односити на концепте, нормативни релативизам на истину).
Дескриптивни релативизам претпоставља да одређене културне групе имају различите начине мишљења, стандарде расуђивања и тако даље, и да је задатак антрополога да опише, али не и да процени валидност ових принципа и пракси културне групе. Могуће је да антрополог у свом теренском раду буде дескриптивни релативиста у вези са неким стварима које се типично тичу филозофа (нпр. етички принципи), али не и за друге (нпр. логичка начела). Међутим, емпиријске тврдње дескриптивног релативисте о епистемичким принципима, моралним идеалима и слично често се супротстављају антрополошким аргументима да су такве ствари универзалне, а велики део новије литературе о овим питањима експлицитно се бави обимом и доказима за културне или моралне или језичке или људске универзалије.
Чињеница да су различите врсте дескриптивног релативизма емпиријске тврдње може довести у искушење филозофа да закључи да су од малог филозофског интереса, али постоји неколико разлога зашто то није тако. Прво, неки филозофи, посебно Кант, тврде да су одређене врсте когнитивних разлика између људских бића (или чак свих рационалних бића) немогуће, тако да се такве разлике никада не би могле наћи да би се у ствари добиле, аргумент који поставља а приори ограничења на оно шта би емпиријски истраживање могло открити и о томе које би верзије дескриптивног релативизма могле бити истините. Друго, тврдње о стварним разликама између група играју централну улогу у неким аргументима за нормативни релативизам (на пример, аргументи за нормативни етички релативизам често почињу тврдњама да различите групе у ствари имају различите моралне кодексе или идеале). Коначно, антропологов дескриптивни приказ релативизма помаже да се одвоје фиксни аспекти људске природе од оних који могу да варирају, те стога дескриптивна тврдња да неки важан аспект искуства или мисли варира (или не) варира међу групама људских бића говори нешто важно о људској природи и људском стању.
Нормативни релативизам се односи на нормативне или евалуативне тврдње да су начини мишљења, стандарди расуђивања или слично само исправни или погрешни у односу на оквир. „Нормативно“ се подразумева у општем смислу, примењујући се на широк спектар погледа; у случају веровања, на пример, нормативна исправност једнака је истини. То, наравно, не значи да је оквирно релативна исправност или истина увек јасна, а први изазов је да се објасни шта то значи у сваком датом случају (нпр. у односу на концепте, истину, епистемичке норме). Нормативни релативизам (рецимо, у погледу нормативног етичког релативизма) стога имплицира да ствари (рецимо, етичке тврдње) нису саме по себи истините, већ имају само вредности истине у односу на шире оквире (рецимо, морални кодекси). (Многи нормативни етички релативистички аргументи крећу се од премиса о етици до закључака који потврђују релативност вредности истине, заобилазећи опште тврдње о природи истине, али је често просветљујуће директно размотрити врсту релативизма који је у питању.)

## Повезане и супротстављене позиције
Релационизам је теорија да постоје само односи између појединачних ентитета, и да нема унутрашњих својстава. Упркос сличности у имену, неки сматрају да је то позиција различита од релативизма — на пример, зато што „изјаве о релационим својствима [...] потврђују апсолутну истину о стварима у свету“. С друге стране, други желе да изједначе релативизам, релационизам, па чак и релативност, што је прецизна теорија односа између физичких објеката. Ипак, „Ово спајање теорије релативности са релативизмом постало је снажан фактор који доприноси све већој важности релативизма“.
Док су претходна истраживања науке тражила само социолошка или психолошка објашњења неуспешних научних теорија или патолошких наука, 'јаки програм' је више релативистички, процењујући научну истину и неистину подједнако у историјском и културном контексту.

## Критике
Уобичајени аргумент против релативизма сугерише да он инхерентно противречи, побија или заглушује самог себе: изјава „све је релативно“ класификује се или као релативна изјава или као апсолутна. Ако је релативно, онда ова изјава не искључује апсолутне. Ако је изјава апсолутна, с друге стране, онда она даје пример апсолутног исказа, доказујући да нису све истине релативне. Међутим, овај аргумент против релативизма се односи само на релативизам који истину позиционира као релативну – тј. епистемолошки/вредносни релативизам истине.